# Assia Djebar
Assia Djebar, pseudonimo di Fatima-Zohra Imalayène (Cherchell, 30 giugno 1936 – Parigi, 6 febbraio 2015), è stata una scrittrice, poetessa, saggista, regista e sceneggiatrice algerina.
Esponente del pensiero femminista, il tema principale delle sue opere è la condizione della donna in Algeria. Considerata una delle più influenti scrittrici maghrebine, è stata la prima autrice del Maghreb a essere ammessa all'Académie française (il 16 giugno 2005).

## Biografia
Assia Djebar nacque a Cherchell, una cittadina costiera a circa 80 km da Algeri (nell'allora Algeria francese), in una benestante famiglia berbera appartenente alla piccola borghesia tradizionalista algerina. Il padre, Tahar Imalayène, è un insegnante formatosi presso l'École Normale d'Instituteurs di Bouzaréah, mentre la madre, Bahia Sahraoui, è una casalinga, facente parte della tribù dei Berkani, una "frazione" degli Ait Menasser (alcuni dei suoi avi combatterono pure nelle file del condottiero Abd el-Kader, seguendolo anche nel suo esilio), ambedue di etnia chenouai ed originari rispettivamente di Gouraya (nella provincia di Tipasa) e della regione di Dahra.
Assia passa la sua infanzia a Mitidja (al tempo Mouzaïaville), studia in una scuola francese e al contempo frequenta una scuola coranica privata. All'età di dieci anni inizia a studiare nel collegio di Blida, dove apprende l’arabo classico, il greco antico, il latino e l’inglese. Ottiene il diploma nel 1953, per poi continuare gli studi, soprattutto in campo umanistico e letterario, al liceo Bugeaud di Algeri (attuale Liceo Emir Abdelkader). L'anno successivo si trasferisce in Francia, dove frequenta il liceo Fénelon di Parigi. Tra i suoi professori vi è anche la filosofa ed etnologa Dina Dreyfus. Nel 1955 entra a pieno titolo nell’École normale supérieure de jeunes filles di Parigi (oggi École Normale Supérieure), dove sceglie di studiare Storia. Assia è la prima donna algerina e la prima donna musulmana ad essere ammessa all’École.
Nel maggio 1956 partecipa allo sciopero generale degli studenti algerini decretato dal Fronte di Liberazione Nazionale (FLN) e sostenuto dall'UGEMA, l'Union Général des Étudiants Musulmans Algériens, e per tale motivo viene espulsa dall'École. È in questa occasione che scrive il suo primo romanzo, La soif, pubblicato nel 1957. Per timore della reazione della sua famiglia, sceglie di scrivere con lo pseudonimo di Assia Djebar: “assia” significa consolazione e “djebar” intransigenza, uno dei 99 nomi del profeta Maometto.
Nel 1958 pubblica il suo secondo romanzo, Les impatients, e nello stesso anno sposa lo scrittore Walid Carn, pseudonimo dell’attore di teatro Ahmed Ould-Rouis, membro della resistenza algerina, con lui lascerà la Francia per tornare nel Maghreb.
Nel 1959 il generale de Gaulle in persona chiede la sua riammissione all’École, per "meriti letterari". In quello stesso anno inizia a studiare e insegnare storia moderna e contemporanea del Maghreb alla facoltà di lettere di Rabat, e con il supporto dell’orientalista Louis Massignon inizia la sua tesi su Lella Manoubia, una santa tunisina vissuta fra il XII e il XIII secolo. Il primo giugno 1962 fa ritorno in Algeria, divenuta indipendente.
Nel periodo successivo all'indipendenza dalla colonizzazione francese, in Algeria viene posto il problema della lingua da utilizzare nelle scuole. In seguito alla decisione di imporre come lingua scolastica l’arabo letterario, Assia lascia il paese perché contraria a una decisione così radicale.
Nel 1965, con il marito Walid Carn, decide di adottare l’orfano Mohamed Garne.
Da 1966 al 1975 trascorre gran parte del suo tempo in Francia, soggiornando però in modo regolare in Algeria. Sposa nel 1980, in seconde nozze, il poeta e critico letterario algerino Malek Alloula, dal quale si separerà successivamente.
Per una decina d’anni sospende l'attività di scrittura per dedicarsi ad un'altra forma di espressione artistica, il cinema. Realizza due film: La Nouba des Femmes du Mont Chenua nel 1978, un lungometraggio che le vale il Premio della Critica Internazionale alla Biennale di Venezia del 1979, e nel 1982 il cortometraggio La Zerda ou les chants de l’oubli. Nel 1980 sposa il secondo marito, Malek Alloula, scrittore algerino.
Nel 1999 presenta la sua tesi all'Università Paul-Valery Montpellier 3, avente come soggetto una delle sue opere. Nello stesso anno viene eletta membro dell’Accademia reale di lingua e letteratura francese del Belgio.
A partire dal 2001, dividendosi tra Francia e Stati Uniti, insegna nel Dipartimento di studi francese dell’università di New York, abbandonando la cattedra che aveva precedentemente occupato alla Louisiana State University dal 1995. Il 16 giugno 2005 viene eletta per il Seggio 5 dell’Académie française, succedendo a Georges Vedel. Le università di Vienna, Concordia (Montréal) e Osnabrück (Germania) le conferiscono la laurea honoris causa.
Muore il 6 febbraio 2015 per complicazioni dovute all'Alzheimer, all'età di 78 anni, nella capitale francese dove ha trascorso buona parte della sua vita.
L'Algeria le riconosce il ruolo culturale intitolandole dal 2015 il premio letterario più importante della nazione algerina e del Magreb, che viene assegnato ogni anno ai migliori romanzi pubblicati nel paese e presentati al Salone Internazionale del Libro di Algeri, un premio per ciascuna lingua del paese (arabo, francese, berbero).

## Opere
Entrambe le sue prime opere, Les enfants du nouveau monde (1962), e Les Alouettes naïves (1967), sono ambientate durante la guerra d’indipendenza algerina, non ancora terminata negli anni in cui scrive questi due romanzi. Entrambe affrontano i temi del ruolo delle donne nel quotidiano e all'interno del conflitto per l’indipendenza, denunciano la condizione di reclusione esercitata nei loro confronti dalla società tradizionale algerina e l'impossibilità di realizzazione del loro desiderio di emancipazione.
Donne d'Algeri nei loro appartamenti (Femmes d’Alger dans leur appartement), pubblicato nel 1980, è una raccolta di storie che deve il suo titolo ai dipinti di Eugène Delacroix e di Pablo Picasso.
Lontano da Medina: Figlie d'Ismaele (Loin de Medine, 1991), richiama gli avvenimenti che fanno da cornice agli ultimi giorni del Profeta Maometto e al ruolo delle donne all'interno di questi avvenimenti.
Nel 1996, nel libro Bianco d'Algeria (Le Blanc de l’Algérie), Assia insorge contro il ritorno di un terrore assassino in Algeria e cerca nel passato l’origine del male.
Il libro La disparition del la langue française, del 2001, è dedicato alla lingua francese, quella lingua prima imposta e poi assunta volontariamente come lingua di scrittura.
Nel suo ultimo romanzo Nulle part dans la maison de mon père, pubblicato nel 2007, la scrittrice narra la fine della sua adolescenza, racconta dei divieti che soffocavano la sua vita in quel periodo, e la frustrazione provata nel confrontare le restrizioni della sua vita quotidiana con la libertà di cui sembravano beneficiare i suoi compagni di scuola europei. Nel romanzo emerge il tema della doppia oppressione, coloniale e patriarcale.
"Scrivere per me è ricreare, attraverso la lingua in cui vivo, il movimento irrefrenabile dei corpi all'esterno", dove l'esterno è inteso come spazio pubblico, che diviene spesso lo spazio in cui i corpi delle donne danzano tra le pagine degli scritti di Assia.
"È stata la memoria delle donne a trasmettere di generazione in generazione, la vera storia della comunità, le donne hanno conservato la nostra identità".

### Romanzi e racconti
- La soif, 1957
- Les impatients, 1958
- Les enfants du Nouveau Monde, 1962
- Les alouettes naïves, 1967
- Poème pour une Algérie heureuse, 1969
- Donne d'Algeri nei loro appartamenti (Femmes d'Alger dans leur appartement - 1980), Firenze, Giunti, 1988, ISBN 88-09-20116-7
- L'amore, la guerra (L'Amour, la fantasia, 1985), Como, Ibis, 1995, ISBN 88-7164-041-1
- Ombra sultana (Ombre sultane, 1987), Milano, Baldini & Castoldi, 1999, ISBN 88-8089-748-9
- Lontano da Medina: Figlie d'Ismaele (Loin de Médine, 1991), Firenze, Giunti, 1993, ISBN 88-09-20323-2
- Vasta è la prigione (Vaste est la prison, 1995), Milano, Bompiani, 2001, ISBN 88-452-4846-1
- Bianco d'Algeria (Le blanc de l'Algérie, 1996), Milano, Il saggiatore, 1998, ISBN 88-428-0675-7
- Le notti di Strasburgo (Les Nuits de Strasbourg, 1997), Milano, Il saggiatore, 2000, ISBN 88-428-0757-5
- Nel cuore della notte algerina (Oran, langue morte, 1997), Firenze, Giunti, 1988, ISBN 88-09-21388-2
- Queste voci che mi assediano: scrivere nella lingua dell'altro (Ces voix qui m’assiègent, 1999), Milano, Il saggiatore, 2004, ISBN 88-428-1013-4
- La donna senza sepoltura (La femme sans sépulture, 2002), Milano, Il saggiatore, 2002, ISBN 88-428-1063-0
- La disparition de la langue française, 2003
- Nulle part dans la maison de mon père, 2007

### Film
- La Nouba des femmes du Mont Chenoua, 1977
- La Zerda ou les chants de l'oubli, 1979

### Interviste
- Andare ancora al cuore delle ferite: Renate Siebert intervista Assia Djebar, Milano, La Tartaruga, 1997, ISBN 88-7738-277-5

### Altro
- Figlie di Ismaele nel vento e nella tempesta: dramma musicale in 5 atti e 21 quadri (a partire dalle cronache di Ibn Saad e di Tabari), Firenze, Giunti, 2000, ISBN 88-09-01871-0

## Temi e stile
Nelle principali opere di Assia Djebar ricorrono questioni quali il femminismo, il progetto di decolonizzazione mai concluso, i pericoli del nazionalismo e dell'identitarismo, la violenza religiosa e governativa, le differenze linguistiche dal punto di vista poetico e politico.
In alcune delle sue novelle utilizza come punto di partenza la situazione storica dell'Algeria e le lotte per l'indipendenza per arrivare a focalizzare il ruolo, la partecipazione e la condizione femminile all'interno di una società repressiva e coercitiva. Altre invece partono da esperienze individuali, anche biografiche, che la scrittrice utilizza per poi trattare questioni di più ampia portata. Djebar ha dipinto a più riprese la situazione in cui vive la sua generazione, confrontando i valori delle comunità algerina e francese e considerando, in modo più ampio, le differenze tra le due culture. Dalle sue opere emerge il legame e l'eterno contrasto tra singolo e pluralità, tra il sé e la società nel suo insieme; nel voler esporre la specificità femminile, ne mostra anche l'inevitabile collegamento con il gruppo, sia esso familiare o sociale.

## La questione della lingua
Una questione importante affrontata dalla scrittrice è quella della lingua: Djebar appartiene, di fatto, a quel gruppo di autori provenienti dal Maghreb che hanno ricevuto un'istruzione e hanno scritto (o che scrivono ancora) le proprie opere in francese. Durante la colonizzazione il governo francese ha imposto la propria lingua, soppiantando in modo forzato le lingue locali (berbero e arabo). Questa politica linguistica coloniale, di tipo invasivo, ha causato delle evidenti conseguenze nel mondo letterario algerino: durante il periodo coloniale, gli scrittori e gli intellettuali, pur essendo madrelingua arabi, non hanno potuto esprimersi nella loro lingua madre; successivamente, non hanno raggiunto una completa padronanza della lingua classica e letteraria araba, e hanno dovuto continuare ad utilizzare il francese, la lingua "degli Altri", percepita come ulteriore forma di oppressione, in una nazione in lotta per l'affermazione della propria identità e indipendenza.
Il contrasto tra lingue è evidente nel pensiero della scrittrice, in cui viene contrapposto il ruolo unicamente comunicativo del francese, freddo e asettico, a quello dell'arabo e del berbero, che Djebar strategicamente unisce a rappresentare non solo il mondo dei sentimenti e degli affetti ma anche quello più ristretto, unicamente femminile. Col passare del tempo tuttavia, la scrittrice si riappacificherà con la lingua francese, accettandola di fatto come parte di una cultura innegabilmente ibrida.